# Kaps (Armenië)
Kaps (Armeens: Կապս ) is een landelijke gemeente in Armenië, in de noordwestelijke provincie Sjirak, en ligt op 1.704 meter boven zeeniveau. Bij een bevolkingstelling in 2011 had de gemeente 834 inwoners.
Kaps bestaat uit een dorp met kenmerkende huizen met hoge daken, en rondom de dorpskern liggen boerderijen.

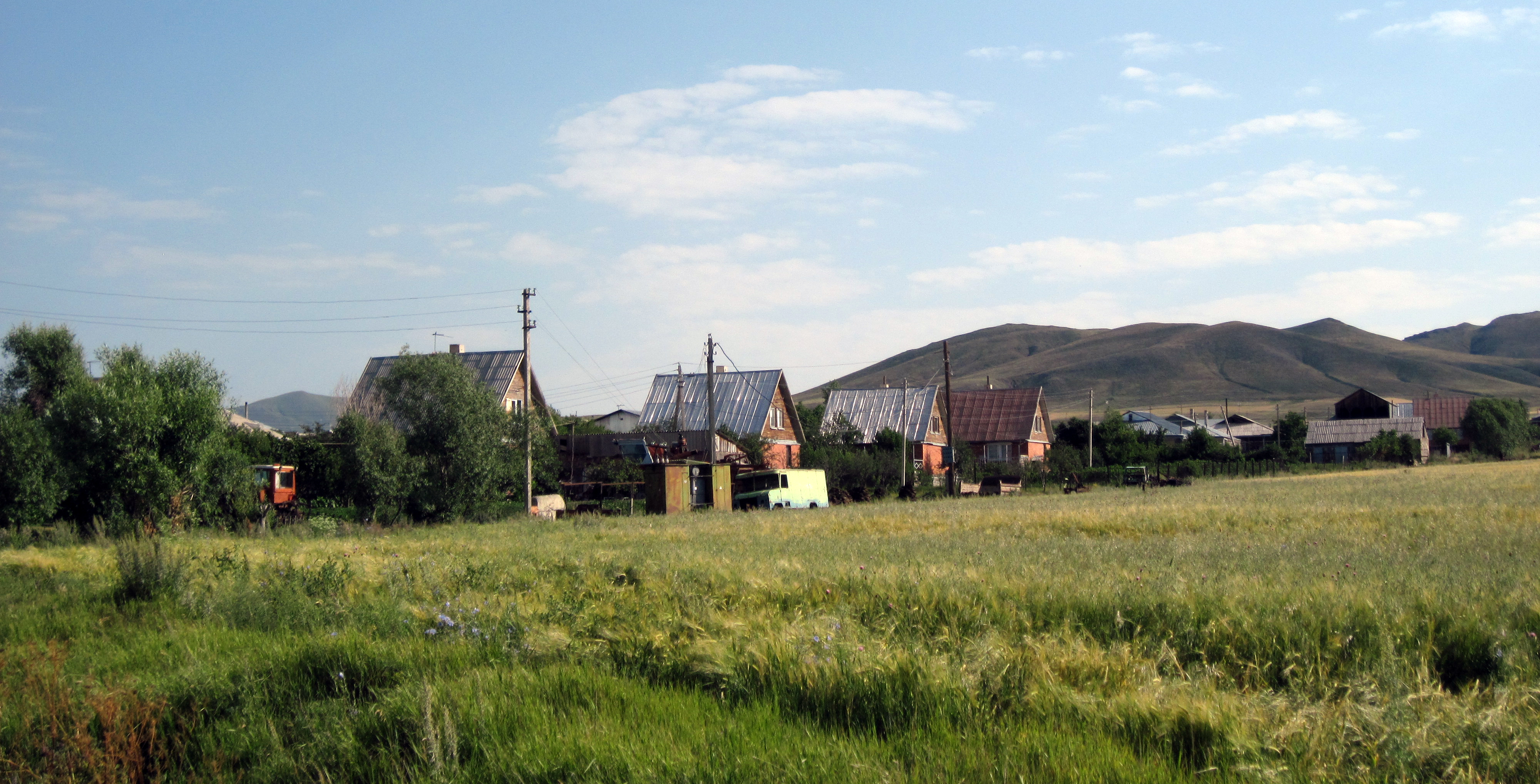
Aangezicht van de dorpskern van Kaps